# Їнцзян
24°42′30″ пн. ш. 97°55′48″ сх. д. / 24.708333333333° пн. ш. 97.93° сх. д.
Їнцзян (кит. 盈江县, пін. Yíngjiāng Xiàn) — один із повітів КНР у складі Дехун-Дай-Качинської автономної префектури, провінція Юньнань. Адміністративний центр — містечко Пін'юань.

## Географія
Їнцзян лежить на висоті близько 820 метрів над рівнем моря на захід від Юньнань-Гуйчжоуського плато.

### Клімат
Повіт знаходиться у зоні, котра характеризується океанічним кліматом субтропічних нагір'їв. Найтепліший місяць — серпень із середньою температурою 24,2 °C. Найхолодніший місяць — січень, із середньою температурою 12,3 °С.
| Клімат повіту Їнцзян    | Клімат повіту Їнцзян | Клімат повіту Їнцзян | Клімат повіту Їнцзян | Клімат повіту Їнцзян | Клімат повіту Їнцзян | Клімат повіту Їнцзян | Клімат повіту Їнцзян | Клімат повіту Їнцзян | Клімат повіту Їнцзян | Клімат повіту Їнцзян | Клімат повіту Їнцзян | Клімат повіту Їнцзян | Клімат повіту Їнцзян |
| Показник                | Січ.                 | Лют.                 | Бер.                 | Квіт.                | Трав.                | Черв.                | Лип.                 | Серп.                | Вер.                 | Жовт.                | Лист.                | Груд.                | Рік                  |
| Середній максимум, °C   | 22                   | 23,8                 | 27,3                 | 29,4                 | 29,3                 | 28,5                 | 27,7                 | 28,5                 | 28,8                 | 27,8                 | 25,1                 | 22,5                 | 26,7                 |
| Середня температура, °C | 12,3                 | 14,4                 | 17,9                 | 21,2                 | 23,3                 | 24,2                 | 23,9                 | 24,2                 | 23,5                 | 21,3                 | 17                   | 13,3                 | 19,7                 |
| Середній мінімум, °C    | 5,6                  | 7,4                  | 10,8                 | 14,9                 | 18,6                 | 21,3                 | 21,5                 | 21,6                 | 20,4                 | 17,2                 | 11,7                 | 7,3                  | 14,9                 |
| Норма опадів, мм        | 14.8                 | 26.6                 | 29.1                 | 64                   | 168.7                | 310.3                | 343.3                | 250.9                | 159.6                | 121.6                | 44.3                 | 12.2                 | 1545.4               |
| Вологість повітря, %    | 76                   | 71                   | 66                   | 68                   | 76                   | 85                   | 88                   | 87                   | 85                   | 84                   | 81                   | 79                   | 78.8                 |
| ----------------------- | -------------------- | -------------------- | -------------------- | -------------------- | -------------------- | -------------------- | -------------------- | -------------------- | -------------------- | -------------------- | -------------------- | -------------------- | -------------------- |
| Джерело: data.cma.cn    |                      |                      |                      |                      |                      |                      |                      |                      |                      |                      |                      |                      |                      |